# Costus stenophyllus
Costus stenophyllus ist eine Pflanzenart aus der Familie der Costaceae. Sie findet sich ausschließlich in Costa Rica.

## Merkmale
Costus stenophyllus ist eine krautige Pflanze und erreicht eine Wuchshöhe von bis zu 4 Meter, eine Behaarung fehlt. Die Blattscheiden sind anfangs graugrün, später weiß mit rotem oberen Rand. Die Blätter sind linealisch, bis zu 2,5 Zentimeter breit. Die Blatthäutchen sind stumpf.
Die zapfenartigen, eiförmigen Blütenstände sind 9 bis 14 Zentimeter lang und haben einen Durchmesser von 3,5 bis 4,5 Zentimeter. Die  Tragblätter sind rot. 
Die Krone ist unbehaart, das röhrenförmige Labellum gelb.

## Verbreitung
Costus stenophyllus ist in Costa Rica endemisch im Tiefland am südlichen Pazifik.

## Systematik
Die Art wurde 1952 von Paul Carpenter Standley und Louis Otho Williams erstbeschrieben.